# Port Macquarie
Port Macquarie is een stadje in de Australische deelstaat New South Wales. Het ligt ongeveer 390 kilometer ten noorden van Sydney en 570 kilometer ten zuiden van Brisbane. Het dorp ligt aan de kust, ten zuiden van de monding van de rivier de Hastings.

## Geschiedenis
De locatie van Port Macquarie werd voor het eerst bezocht door Europeanen in 1818 toen John Oxley vanuit het binnenland de Grote Oceaan bereikte. Dit gebeurde na zijn ontdekkingsreis door het binnenland van New South Wales. Hij vernoemde de plaats naar de gouverneur van New South Wales, Lachlan Macquarie. Oxley zag dat het gebied veel water, en flora en fauna bevatte.
In 1821 werd de stad opgericht en werd het een plaats waar criminelen werden gehuisvest. In 1823 werd er het eerste suikerriet van Australië geplant. De regio werd geopend voor kolonisten in 1830 nadat was besloten Port Macquarie niet meer te gebruiken als strafkamp. De populatie steeg snel vanwege de gunstige omstandigheden voor houtkap en visserij. In 1840 werd de “Wol Weg” vanuit de Northern Tablelands aangelegd om wol en andere producten vanuit Port Macquarie te vervoeren. Port Macquarie werd benoemd tot gemeente in 1887.
St Thomas' Anglicaanse kerk is van 1824 tot 1828 door gevangenen onder militaire supervisie gebouwd. Deze kerk is een van de oudste kerken van Australië. Het Walker pijporgel is het enige van dat type op het zuidelijk halfrond. De kerktoren biedt een weids uitzicht over de kustlijn, de stad en de rivier. De kerk is onderdeel van het nationaal erfgoed van Australië.
Meer dan twintig schipbreuken waren geleden voordat er een vuurtoren ontworpen werd door James Barnet. De vuurtoren werd gebouwd in 1879 door Shepard en Mortley. Het Tacking Point Lighthouse is onderdeel van het nationaal erfgoed van Australië.

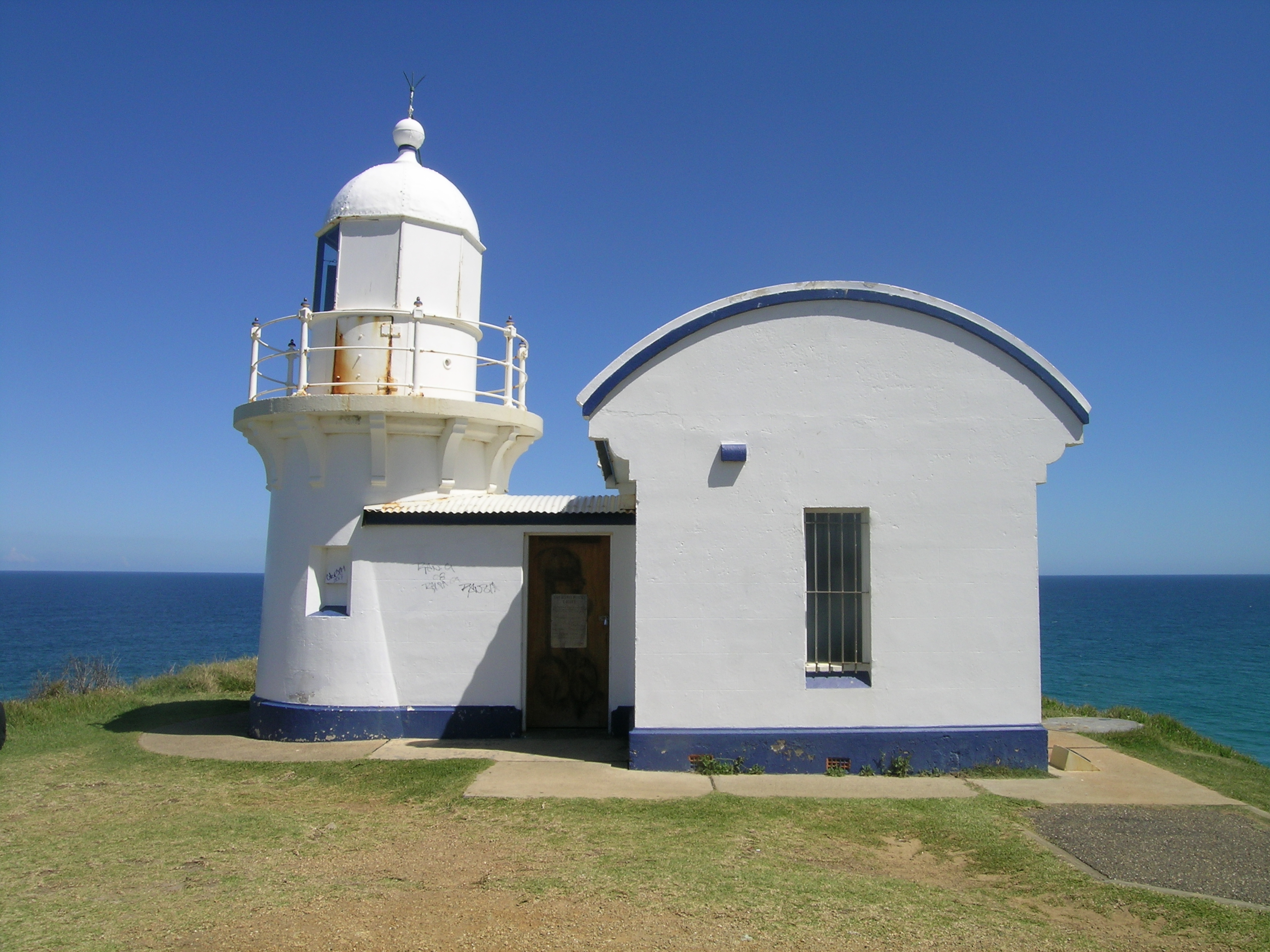
Tacking Point Lighthouse, een vuurtoren in Port Macquarie
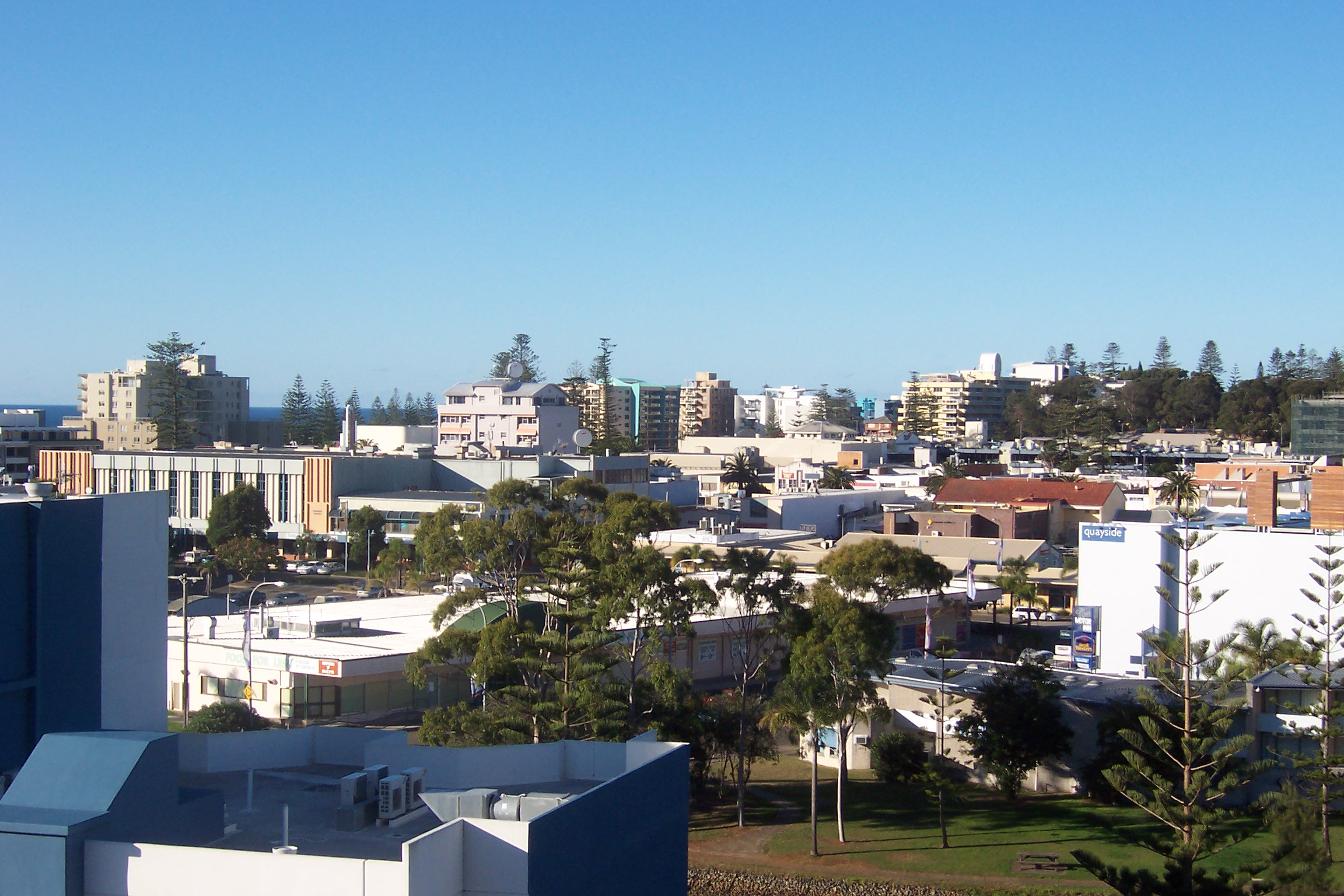
Gezicht op de zakenwijk

## Algemeen
Veel van het land dat de afgelopen jaren gebruikt is om de winkelcentra etc. te bouwen was oorspronkelijk in bezit van de Rooms Katholieke Kerk, die volgens velen voor een groot deel verantwoordelijk is voor de ontwikkeling en groei van het stadje.
Port Macquarie is populair als verblijfplaats voor gepensioneerden en toeristen. Het staat bekend om zijn uitgestrekte stranden en ongerepte natuur. Ook de koala-populatie geeft veel bekendheid aan het stadje, veel toeristen noemen het de "Koala-hoofdstad van de wereld". Het Billabong Koala Park is een populaire attractie onder bezoekers. Daarnaast beschikt Port Macquarie over een koala ziekenhuis, het Koala Preservation Society Koala Hospital. Hier wordt gezorgd voor koala’s die gewond zijn door bijvoorbeeld bosbranden, aanvallen van andere dieren en verkeersongevallen. Daarnaast worden er ook weesjes en bejaarde koala's verzorgd.
De afgelopen tijd is Port Macquarie steeds commerciëler geworden ondanks protesten van de inwoners. Er is een aantal hotels en appartementencomplexen bijgebouwd. Ook het bewoonde gebied groeit nog steeds. Volgens de telling van 2006 had het gebied van de Hastings vallei een totale populatie van 68.429; dit scheelt ruim 9,5% met de telling van 2001.

## Geboren
- James Magnussen (1991), zwemmer
- Lachlan Morton (1992), wielrenner